# Lenka Çuko
Lenka Çuko (ur. 8 lipca 1938 we wsi Fier i Ri w okręgu Lushnja) – albańska polityk komunistyczna, działaczka Albańskiej Partii Pracy.

## Życiorys
Karierę zawodową rozpoczęła, pracując w kołchozie w rodzinnej wsi. W 1960 wstąpiła do APP. W 1968 otrzymała stanowisko przewodniczącej kołchozu im. Józefa Stalina we wsi Krutje (okręg Fier). W 1970 po raz pierwszy otrzymała mandat deputowanego do parlamentu.
W 1971 ukończyła studia w wyższej szkole partyjnej im. W. Lenina w Tiranie. W 1976 objęła funkcję sekretarza komitetu okręgowego partii w Lushnji. Stamtąd awansowała na VIII Zjeździe partii w 1981 do składu Biura Politycznego APP, jako pierwsza kobieta od 1960. W 1983 została także mianowana członkinią Sekretariatu Komitetu Centralnego APP. Zaliczana do grupy twardogłowych, w 1990 została usunięta z Biura Politycznego, decyzją Ramiza Alii. W 1993 była jedną z oskarżonych na procesie dekomunizacyjnym, który wytoczono 11 byłym członkom Biura Politycznego Albańskiej Partii Pracy. Została skazana na 7 lat więzienia za nadużycia władzy i sprzeniewierzenie funduszy publicznych. We wrześniu 1996 Sąd Okręgowy w Tiranie skazał ją na 15 lat więzienia za zbrodnie przeciwko ludzkości. W wyniku amnestii w styczniu 1997 wyrok został zredukowany do 5 lat więzienia. W tym samym roku została zwolniona.
W 2015, wraz z innymi funkcjonariuszami partii komunistycznej została pozbawiona przyznanych jej wcześniej odznaczeń państwowych.